# A könyvelő 2.
A könyvelő 2. (eredeti cím: The Accountant 2) 2025-ben bemutatott amerikai akcióthriller, amelyet Gavin O’Connor rendezett. A 2016-os A könyvelő című film folytatása. A főbb szerepekben Ben Affleck, Jon Bernthal, Cynthia Addai-Robinson, Daniella Pineda és J. K. Simmons látható.
Az Amerikai Egyesült Államokban 2025. április 25-én, Magyarországon 2025. április 24-én mutatták be a mozikban.

## Cselekmény
A FinCEN korábbi igazgatója, Raymond King találkozik a titokzatos bérgyilkossal, Anaïsszal, és segítségét kéri egy salvadori család felkutatásában, mindössze egy régi fényképet kínálva a szülőkről és kisfiukról. Anaïs nem reagál az ajánlatra, de figyelmezteti Kinget, hogy követik. A következő tűzpárbaj során Kinget meggyilkolják, Anaïs pedig sértetlenül távozik. King egykori tanítványa és a jelenlegi FinCEN-igazgató, Medina azonosítja a holttestet, és észreveszi, hogy King karján a „keresd meg a könyvelőt” felirat szerepel. Úgy dönt, folytatja az ügyet.
Medina, bár nem bízik Christian Wolff illegális tevékenységeiben, mégis a segítségét kéri a fényképen szereplő család felkutatásához. Wolff összeállít egy információs kollázst, amelyből kiderül, a család Salvadorból menekült Los Angelesbe, közben számos veszélyen mentek keresztül. Az Anaïs és King megölésével megbízott Cobb utasítja Burke nevű felettesét, hogy továbbra is üldözze Anaïst, mielőtt az rájönne, mit tett vele a férfi.
Christian meghívja eltávolodott testvérét, Braxtont – aki továbbra is bérgyilkosként dolgozik –, hogy segítsen az ügyben. Justine, aki továbbra is abban a New Hampshire-i létesítményben él, ahol korábban találkozott Christiannel, autista gyerekekkel dolgozik együtt, akik különféle technológiák feltörésén keresztül segítenek neki. A csoportnak sikerül megszereznie egy fényképet Anaïsról, de nem tudják beazonosítani. Medina, akit egyre jobban zavar az illegális módszerek használata, kilép a csoportból. Egy kórházat keres fel, amelyet King egyik jelentésében említett, és ott rájön, Anaïs valójában a fotón szereplő anya. Anaïs egy súlyos balesetet követően amnéziás lett, és ennek következtében rendkívül fejlett harci képességeket sajátított el, mielőtt megszökött volna. Batu, egy bérgyilkosokat foglalkoztató közvetítő, megbízást ad Medina megölésére, de Braxton visszautasítja a feladatot. Justine figyelmezteti az időben megérekező Christian-t, hogy megmentse az Anaïs által megsebesített Medinát.
Braxton és Christian rájönnek, hogy Anaïs autista fia, Alberto még életben van, és jelenleg egy juárezi fogolytáborban tartják fogva más emberkereskedelem áldozatainak gyermekeivel együtt, elszakítva a családjuktól. Megtámadják a tábort, megölik Cobbot és a többi őrt, majd kiszabadítják Albertót és a többi gyereket. Justine zsarolással ráveszi Batut, vonja vissza a megbízást Medinára. Az emlékeit részben visszanyerő Anaïs rájön, Burke volt az, aki fogva tartotta a fiát és megölte a férjét Juárezben. Rábukkan a bujkáló Burke-re, és megöli őt. Justine és az autista gyerekek készülnek Alberto fogadására a New Hampshire-i intézetben, míg Braxton és Christian egy közös, testvéri kempingezést terveznek.

## Szereplők
| Szereplő                     | Színész                | Magyar hang     | Leírás                                                                                         |
| ---------------------------- | ---------------------- | --------------- | ---------------------------------------------------------------------------------------------- |
| Christian Wolff / A könyvelő | Ben Affleck            | Széles Tamás    | Autista könyvelő, aki a világ legveszélyesebb bűnözőinek mossa tisztára a pénzét.              |
| Braxton                      | Jon Bernthal           | Pál András      | Christian eltávolodott testvére.                                                               |
| Marybeth Medina              | Cynthia Addai-Robinson | Bánfalvi Eszter | A Pénzügyminisztérium pénzügyi bűncselekményeket vizsgáló osztályának igazgatóhelyettese.      |
| Anaïs                        | Daniella Pineda        | Pálmai Anna     | Titokzatos bérgyilkos.                                                                         |
| Justine                      | Allison Robertson      | Ruttkay Laura   | A könyvelő partnere. Nembeszélő autizmussal él, és számítógépen keresztül kommunikál másokkal. |
| Raymond King                 | J. K. Simmons          | Gáspár Sándor   | A Pénzügyminisztérium pénzügyi bűncselekményeket vizsgáló osztályának volt igazgatója.         |
| Burke                        | Grant Harvey           | Barbinek Péter  | Bérgyilkosok.                                                                                  |
| Cobb                         | Andrew Howard          | Janicsek Péter  | Bérgyilkosok.                                                                                  |
| Batu                         | Andrew Howard          | Mertz Tibor     | Bérgyilkosokat foglalkoztató közvetítő.                                                        |

### Magyar változat
- Magyar szöveg: Tóth Tamás Boldizsár
- Hangmérnök: Illés Gergely
- Vágó: Simkóné Varga Erzsébet
- Gyártásvezető: Kincses Tamás
- Szinkronrendező: Báthory Orsolya
- Produkciós vezető: Hagen Péter

A szinkront a Mafilm Audio Kft. készítette.

## A film készítése
2017 júniusában bejelentették, hogy készül A könyvelő című film folytatása, amelyben Ben Affleck visszatér főszereplőként, míg Bill Dubuque és Gavin O’Connor ismét a forgatókönyvírói, illetve rendezői pozíciókban foglalnak helyet. 2020 februárjára Affleck megerősítette, hogy a fejlesztések folyamatban vannak – a stúdió fontolóra vett egy másik, már fejlesztés alatt álló forgatókönyvet is utólag, amit A könyvelő 2.-ként alakítottak át. A színész emellett érdeklődést mutatott egy esetleges tévésorozat iránt is. 2021 szeptemberében O'Connor megerősítette, hogy a folytatás fejlesztés alatt áll, sőt, egy harmadik rész lehetősége is felmerült. Affleck és Jon Bernthal megerősítették, hogy visszatérnek Christian Wolff és Brax szerepében.
2024 februárjában a Metro-Goldwyn-Mayer megszerezte a film forgalmazási jogait a Warner Bros. Picturestől, körülbelül 10 millió dollár értékű elszámolható kiadás és adókedvezmény mellett. A stúdióval meglévő megállapodás értelmében a Warner Bros. továbbra is részt vesz a film nemzetközi forgalmazásában. 2024 márciusában bejelentették, hogy J. K. Simmons és Cynthia Addai-Robinson is visszatérnek, míg Daniella Pineda, Allison Robertson, Robert Morgan és Grant Harvey csatlakoztak a szereplőgárdához. A forgatás 2024. március 25-én kezdődött Kaliforniában, a vezető operatőr pedig ismét Seamus McGarvey lett. A munkálatok 2024. augusztus 16-án fejeződtek be.
A film zenéjét Bryce Dessner szerezte, aki  ezzel az első rész zenéjét komponáló Mark Ishamot váltotta.